# Rio Mago
O rio Mago é um curso de água do sul da Etiópia, inteiramente localizado na zona Debub Omo da Região das Nações, Nacionalidades e Povos do Sul. É um afluente do rio Omo.